# Блад, Хилари
Сэр Хилари Рудольф Роберт Блад (англ. Sir Hilary Rudolph Robert Blood, 28 мая 1893, Килмарнок, Шотландия, Великобритания — 20 июня 1967, графство Кент, Великобритания) — британский государственный и колониальный деятель, губернатор Гамбии (1942—1947), Барбадоса (1947—1949) и Маврикия (1949—1954).

## Биография
Родился в семье ректора Церкви Святой Троицы в шотландском Килмарноке. Обучался в Ирвинской королевской академии. В 1914 г. в числе топ-выпускников окончил Университет Глазго.
В во время Первой мировой войны служил капитаном 4-го Королевского шотландский стрелкового полка. Получил ранение в Галлиполи, после чего начал хромать.
Первоначально хотел пройти обучения для епископального служения, но передумал, и в 1920 г, был принят на колониальную государственную службу на Цейлоне, где находился в течение 10 лет.
- 1930—1935 гг. — колониальный администратор Гренады,
- 1935—1942 гг. — колониальный секретарь в Сьера-Леоне,
- 1942—1947 гг. — губернатор Гамбии, в этот период были модернизированы системы водоснабжения и канализации, проведено мощение улиц и улучшена портовая инфраструктура, в 1946 г. был учрежден городской совет Батерста и предложена новая Конституция для проведения прямых выборов в том же году,
- 1947—1949 гг. — губернатор Барбадоса,
- 1949—1954 гг. — губернатор Маврикия.

Накопленный им опыт позволил понять проблемы, с которыми сталкиваются британские территории, стремящиеся к получению самоуправления. Во многом это обстоятельство обусловило его назначение на должность конституционного комиссара по оказанию помощи колониальным органом власти в британских Гондурасе, Занзибаре и на Мальте.
В 1944 г. королем Георгом VI был посвящен в рыцари, и в том же году получил звание почетного доктора Университета Глазго.
Выступал автором ряда статей и обзоров в академическом журнале «Африканские дела» (African Affairs).
Находясь в отставке, с 1963 по 1965 г. занимал пост председателя Королевского общества искусств.

## Награды и звания
Кавалер Большого креста ордена Святого Михаила и Святого Георгия, командор ордена Британской империи.